# Chung Jong-soo
Chung Jong-soo (27 de março de 1961) é um ex-futebolista profissional e treinador coreano, que atuava como defensor.

## Carreira
Chung Jong-soo fez parte do elenco da Seleção Coreana de Futebol da Copa do Mundo de 1986 